# Unione Sportiva Alessandria Calcio 1993-1994
Questa voce raccoglie le informazioni riguardanti l'Unione Sportiva Alessandria Calcio nelle competizioni ufficiali della stagione 1993-1994.

## Stagione
Nella stagione 1993-1994 l'Unione Sportiva Alessandria Calciò disputò il settimo campionato di Serie C1 della sua storia.
Malgrado si fosse posta obiettivi ambiziosi, nel torneo di C1 1993-94, che per la prima volta prevedeva play-off e play-out e assegnava tre punti a vittoria, l'Alessandria non andò oltre il 14º posto, retrocedendo dopo il doppio confronto con la 17ª classificata, l'Empoli. La partenza era stata discretamente faverole ai grigi, che andarono però incontro a una grave crisi di risultati, mantenendo un digiuno di vittorie che perdurò dal 24 ottobre al 6 marzo; il cambio di allenatore (l'esordiente Giorgio Roselli sostituì Ferruccio Mazzola alla vigilia della 16ª giornata) portò risultati tardivi, e tre sconfitte nelle ultime tre gare condannarono la squadra mandrogna, peraltro preoccupata dalla crisi dell'impresa Kappa, azienda con cui aveva in comune il presidente Edoardo Vitale, a giocarsi la salvezza nella coda del torneo. Alla fine del campionato Gino Amisano ritornò presidente dell'Unione Sportiva dopo tre anni; la retrocessione fu poi evitata per il declassamento del Mantova.
Anche in Coppa Italia di C, malgrado l'urna l'avesse apparentemente favorita inserendola in un gruppo di compagini di categoria inferiore, l'Alessandria uscì malamente al primo turno, collezionando tre sconfitte in quattro gare disputate.

## Divise e sponsor
Il fornitore ufficiale di materiale tecnico per la stagione 1993-94 fu Kappa, mentre lo sponsor di maglia fu ERG.
| 1ª divisa | 2ª divisa |

## Organigramma societario
Area direttiva
- Presidente: Edoardo Vitale Cesa
- Consigliere: Felice Borgoglio

Area organizzativa
- Segretario: Giorgio De Lazzari

Area tecnica
- Direttore sportivo: Lucio Mongardi
- Allenatore: Ferruccio Mazzola, poi dal 22 dicembre 1994 Giorgio Roselli[1]
- Allenatore in 2ª: Giorgio Roselli, poi dal 22 dicembre Ferdinando Donati
- Allenatore «Berretti»: Ferdinando Donati

Area sanitaria
- Medico sociale: Guido Ferraris
- Consulente sanitario: Luigi Mazza
- Massaggiatore: Vincenzo Pescolla

## Rosa
| N. |                   | Ruolo | Calciatore               |
| -- | ----------------- | ----- | ------------------------ |
|    | Italia (bandiera) | P     | Paolo Bianchet           |
|    | Italia (bandiera) | P     | Alessandro D'Amico       |
|    | Italia (bandiera) | D     | Fabio Bonadei            |
|    | Italia (bandiera) | D     | Roberto Galletti         |
|    | Italia (bandiera) | D     | Ciro Giglio              |
|    | Italia (bandiera) | D     | Emiliano Maddè           |
|    | Italia (bandiera) | D     | Romano Francesco Maurino |
|    | Italia (bandiera) | D     | Lorenzo Mezzetti         |
|    | Italia (bandiera) | D     | Paolo Siroti             |
|    | Italia (bandiera) | D     | Devis Tonini             |
|    | Italia (bandiera) | D     | Pietro Turrà             |
|    | Italia (bandiera) | C     | Salvatore Avallone       |
|    | Italia (bandiera) | C     | Fabio Bello              |

| N. |                   | Ruolo | Calciatore             |
| -- | ----------------- | ----- | ---------------------- |
|    | Italia (bandiera) | C     | Matteo Giorgi          |
|    | Italia (bandiera) | C     | Giacomo Lazzini        |
|    | Italia (bandiera) | C     | Fabio Pace             |
|    | Italia (bandiera) | C     | Paolo Perugi           |
|    | Italia (bandiera) | C     | Massimiliano Pugliatti |
|    | Italia (bandiera) | C     | Paolo Terzaroli        |
|    | Italia (bandiera) | C     | Antonio Sabato         |
|    | Italia (bandiera) | C     | Andrea Zanuttig        |
|    | Italia (bandiera) | A     | Claudio Fermanelli (I) |
|    | Italia (bandiera) | A     | Andrea Scipioni        |
|    | Italia (bandiera) | A     | Gianfranco Serioli     |
|    | Italia (bandiera) | A     | Igor Zaniolo           |

## Risultati

### Serie C1

#### Girone di andata
| Trieste 12 settembre 1993 1ª giornata | Triestina         | 0 – 0 | Alessandria | Stadio Nereo Rocco\| Arbitro: \| Ferrarini (Parma) \| |
| Arbitro:                              | Ferrarini (Parma) |       |             |                                                       |

| Arbitro: | Calvi (Milano) |

|                   |           |  |
| C. Fermanelli 77’ | Marcatori |  |

| Arbitro: | De Prisco (Nocera Inferiore) |

|              |           |  |
| G. Rossi 75’ | Marcatori |  |

| Arbitro: | Gregoroni (Napoli) |

|           |           |               |
| Maddè 35’ | Marcatori | 71’ Di Nicola |

| Arbitro: | D'Errico (Frattamaggiore) |

|                                          |           |                         |
| C. Fermanelli 13’ (rig.), 78’ Siroti 56’ | Marcatori | 19’ Catelli 41’ Parente |

| Arbitro: | Ercolino (Cassino) |

|                                |           |  |
| Morotti 6’ Misso 63’ Preti 72’ | Marcatori |  |

| Arbitro: | L. Branzoni (Pavia) |

|              |           |  |
| Terzaroli 8’ | Marcatori |  |

| La Spezia 31 ottobre 1993 8ª giornata | Spezia          | 0 – 0 | Alessandria | Stadio Alberto Picco\| Arbitro: \| Rizzo (Catania) \| |
| Arbitro:                              | Rizzo (Catania) |       |             |                                                       |

| Arbitro: | Sputore (Vasto) |

|  |           |                         |
|  | Marcatori | 56’ Moretto 81’ Spatari |

| Empoli 14 novembre 1993 10ª giornata | Empoli                     | 0 – 0 | Alessandria | Stadio Carlo Castellani\| Arbitro: \| Alban (Bassano del Grappa) \| |
| Arbitro:                             | Alban (Bassano del Grappa) |       |             |                                                                     |

| Arbitro: | Rossi (Ciampino) |

|          |           |  |
| Doni 20’ | Marcatori |  |

| Arbitro: | M. Branzoni (Pavia) |

|                          |           |                        |
| C. Fermanelli 53’ (rig.) | Marcatori | 66’ (rig.) G. Bizzarri |

| Arbitro: | Fausti (Milano) |

|                               |           |                      |
| Turchi 38’, 61’ M. Vivani 89’ | Marcatori | 50’ (rig.) Terzaroli |

| Arbitro: | Genovese (Avellino) |

|               |           |          |
| Pugliatti 46’ | Marcatori | 10’ Lomi |

| Alessandria 19 dicembre 1993 15ª giornata | Alessandria        | 0 – 0 | Carrarese | Stadio Giuseppe Moccagatta\| Arbitro: \| Preschern (Mestre) \| |
| Arbitro:                                  | Preschern (Mestre) |       |           |                                                                |

| Arbitro: | Corda (Cagliari) |

|                       |           |  |
| Pasa 58’ Clementi 72’ | Marcatori |  |

| Arbitro: | Acronzio (Teramo) |

|  |           |                               |
|  | Marcatori | 22’ (rig.), 48’ (rig.) Melosi |

#### Girone di ritorno
| Arbitro: | Gambino (Barletta) |

|                  |           |            |
| C. Fermanelli 5’ | Marcatori | 61’ Caruso |

| Arbitro: | Pisacreta (Salerno) |

|               |           |  |
| Carpineta 17’ | Marcatori |  |

| Alessandria 6 febbraio 1994 20ª giornata | Alessandria               | 0 – 0 | Fiorenzuola | Stadio Giuseppe Moccagatta\| Arbitro: \| Misticoni (Ascoli Piceno) \| |
| Arbitro:                                 | Misticoni (Ascoli Piceno) |       |             |                                                                       |

| Arbitro: | Gregoroni (Napoli) |

|            |           |              |
| Tiberi 51’ | Marcatori | 80’ Zanuttig |

| Arbitro: | Cardella (Torre del Greco) |

|               |           |  |
| Mirabelli 60’ | Marcatori |  |

| Arbitro: | Apricena (Firenze) |

|                               |           |  |
| Zanuttig 23’ Serioli 48’, 87’ | Marcatori |  |

| Arbitro: | Manganelli (Milano) |

|                                   |           |                                      |
| Negri 1’ Ermini 30’ De Marchi 76’ | Marcatori | 19’ Zanuttig 56’ Serioli 81’ Zaniolo |

| Arbitro: | Strazzera (Trapani) |

|                           |           |  |
| Serioli 32’ Terzaroli 87’ | Marcatori |  |

| Arbitro: | Longo (Paola) |

|               |           |  |
| Tamagnini 81’ | Marcatori |  |

| Arbitro: | D'Errico (Frattamaggiore) |

|             |           |  |
| Serioli 65’ | Marcatori |  |

| Arbitro: | De Prisco (Nocera Inferiore) |

|                                        |           |                  |
| Terzaroli 17’ Zanuttig 45’ Serioli 58’ | Marcatori | 72’ F. Bresciani |

| Arbitro: | Ruggiero (Nocera Inferiore) |

|                               |           |              |
| G. Bizzarri 45’ Fiondella 58’ | Marcatori | 83’ Galletti |

| Arbitro: | Bancale (Latina) |

|                                      |           |                    |
| Serioli 22’ (rig.), 90’ Zanuttig 73’ | Marcatori | 39’, 56’ Ceccaroni |

| Arbitro: | De Santis (Tivoli) |

|          |           |             |
| Lomi 16’ | Marcatori | 60’ Serioli |

| Arbitro: | Vendramin (Castelfranco Veneto) |

|                |           |  |
| Vergassola 31’ | Marcatori |  |

| Arbitro: | Santoruvo (Bari) |

|  |           |                             |
|  | Marcatori | 74’ Nervo 86’ (aut.) Perugi |

| Arbitro: | Pin (Conegliano) |

|                               |           |                    |
| Olivari 29’, 75’ Castelli 88’ | Marcatori | 48’ (rig.) Serioli |

#### Play-out
| Arbitro: | De Santis (Tivoli) |

|            |           |  |
| Pelosi 52’ | Marcatori |  |

| Alessandria 12 giugno 1994 Ritorno | Alessandria          | 0 – 0 | Empoli | Stadio Giuseppe Moccagatta\| Arbitro: \| D. Messina (Bergamo) \| |
| Arbitro:                           | D. Messina (Bergamo) |       |        |                                                                  |

### Coppa Italia Serie C

#### Fase eliminatoria
| Arbitro: | Baudo (Torino) |

|                  |           |  |
| Costa 52’ (rig.) | Marcatori |  |

| Alessandria 25 agosto 1993 2ª giornata | Alessandria     | 0 – 0 | Legnano | Stadio Giuseppe Moccagatta\| Arbitro: \| Pola (Rovereto) \| |
| Arbitro:                               | Pola (Rovereto) |       |         |                                                             |

| Solbiate Arno 1º settembre 1993 3ª giornata                                             | Solbiatese | 4 – 1      | Alessandria | Stadio Felice Chinetti |
| \| \| \| \| \| Guidoni 27’, 86’ Rossini 73’ Rovellini 82’ \| Marcatori \| 71’ Perugi \| |            |            |             |                        |
|                                                                                         |            |            |             |                        |
| Guidoni 27’, 86’ Rossini 73’ Rovellini 82’                                              | Marcatori  | 71’ Perugi |             |                        |

| Arbitro: | Serena (Bassano del Grappa) |

|                             |           |                                                  |
| Maddè 27’ C. Fermanelli 67’ | Marcatori | 18’, 90’ (rig.) Prisciandaro 39’ (rig.) Ferretti |

## Statistiche

### Statistiche di squadra
| Competizione         | Punti | In casa | In casa | In casa | In casa | In casa | In casa | In trasferta | In trasferta | In trasferta | In trasferta | In trasferta | In trasferta | Totale | Totale | Totale | Totale | Totale | Totale | DR  |
| Competizione         | Punti | G       | V       | N       | P       | Gf      | Gs      | G            | V            | N            | P            | Gf           | Gs           | G      | V      | N      | P      | Gf     | Gs     | DR  |
| -------------------- | ----- | ------- | ------- | ------- | ------- | ------- | ------- | ------------ | ------------ | ------------ | ------------ | ------------ | ------------ | ------ | ------ | ------ | ------ | ------ | ------ | --- |
| Serie C1             | 36    | 17      | 8       | 6       | 3       | 21      | 15      | 17           | 0            | 6            | 11           | 8            | 24           | 34     | 8      | 12     | 14     | 29     | 39     | -10 |
| Play-out             |       | 1       | 0       | 1       | 0       | 0       | 0       | 1            | 0            | 0            | 1            | 0            | 1            | 2      | 0      | 1      | 0      | 0      | 1      | -1  |
| Coppa Italia Serie C |       | 2       | 0       | 1       | 1       | 2       | 3       | 2            | 0            | 0            | 2            | 1            | 5            | 4      | 0      | 1      | 3      | 3      | 8      | -5  |
| Totale               |       | 20      | 8       | 8       | 4       | 23      | 18      | 20           | 0            | 6            | 14           | 9            | 30           | 42     | 8      | 19     | 15     | 32     | 48     | -16 |

### Statistiche dei giocatori[3]
| Giocatore     | Serie C1 | Serie C1 | Play-out | Play-out | Coppa Italia Serie C | Coppa Italia Serie C | Totale   | Totale |
| Giocatore     | Presenze | Reti     | Presenze | Reti     | Presenze             | Reti                 | Presenze | Reti   |
| ------------- | -------- | -------- | -------- | -------- | -------------------- | -------------------- | -------- | ------ |
| S. Avallone   | 26       | 0        | -        | -        | 4                    | 0                    | 30       | 0      |
| F. Bello      | 19       | 0        | 2        | 0        | 1                    | 0                    | 22       | 0      |
| P. Bianchet   | 32       | -35      | 2        | -1       | 4                    | -8                   | 38       | -44    |
| F. Bonadei    | 22       | 0        | 2        | 0        | 1                    | 0                    | 25       | 0      |
| A. D'Amico    | 3        | -4       | -        | -        | -                    | -                    | 3        | -4     |
| C. Fermanelli | 20       | 5        | -        | -        | 1                    | 1                    | 21       | 6      |
| R. Galletti   | 10       | 1        | 1        | 0        | -                    | -                    | 11       | 1      |
| C. Giglio     | 2        | 0        | -        | -        | -                    | -                    | 2        | 0      |
| M. Giorgi     | 8        | 0        | -        | -        | -                    | -                    | 8        | 0      |
| Guzzo         | -        | -        | -        | -        | 1                    | 0                    | 1        | 0      |
| G. Lazzini    | 10       | 0        | 2        | 0        | -                    | -                    | 12       | 0      |
| E. Maddè      | 26       | 1        | 2        | 0        | 4                    | 1                    | 32       | 2      |
| R.F. Maurino  | 32       | 0        | 2        | 0        | 4                    | 0                    | 38       | 0      |
| F. Pace       | 1        | 0        | -        | -        | -                    | -                    | 1        | 0      |
| P. Perugi     | 28       | 0        | 2        | 0        | 4                    | 1                    | 34       | 1      |
| M. Pugliatti  | 21       | 1        | 2        | 0        | 4                    | 0                    | 27       | 1      |
| A. Sabato     | 29       | 0        | 1        | 0        | 2                    | 0                    | 32       | 0      |
| A. Scipioni   | 2        | 0        | -        | -        | -                    | -                    | 2        | 0      |
| G. Serioli    | 31       | 10       | 2        | 0        | 4                    | 0                    | 37       | 10     |
| P. Siroti     | 28       | 1        | 1        | 0        | 4                    | 0                    | 33       | 1      |
| P. Terzaroli  | 28       | 4        | 2        | 0        | 4                    | 0                    | 34       | 4      |
| D. Tonini     | 11       | 0        | 1        | 0        | 1                    | 0                    | 13       | 0      |
| P. Turrà      | -        | -        | -        | -        | 2                    | 0                    | 2        | 0      |
| I. Zaniolo    | 17       | 1        | 1        | 0        | 4                    | 0                    | 22       | 1      |
| A. Zanuttig   | 28       | 5        | 1        | 0        | 3                    | 0                    | 32       | 5      |